# Capasa flavifusata
Capasa flavifusata là một loài bướm đêm trong họ Geometridae.